# Máximo Bravo
Máximo Bravo fue un militar insurgente mexicano que combatió durante la Independencia de México. Nació en Chilpancingo, Guerrero. Al igual que su hermano Leonardo Bravo, Máximo se sumó al movimiento insurgente con el fin de lograr la independencia de España. 

## Trayectoria
Estuvo bajo las órdenes directas de José María Morelos. Escoltó al Congreso de Chilpancingo cuando sus integrantes se trasladaron hacia Tehuacán, participó en la confrontación de Batalla de Tezmalaca. En 1819, se unió a las filas de Vicente Guerrero, con quién al final logró observar el triunfo del movimiento independentista. Se dice que le dio la espalda a Agustín de Iturbide, pues no estaba de acuerdo con sus principios. Murió en Chichihualco, Guerrero en 1838.

## Familia
Fue hermano de Leonardo, Miguel, Víctor y Casimiro. Fue tío de Nicolás, fue cuñado de Gertrudis Rueda y fue esposo de Gertrudis Villaso y tuvo un hijo con ella llamado Calixto.